# Polytrichum canaliculatum
Polytrichum canaliculatum là một loài rêu trong họ Polytrichaceae. Loài này được Hook. & Arn. mô tả khoa học đầu tiên năm 1841.